# Кандиба Андрій Федорович
Кандиба Андрій (Андроник) Федорович (†1730) — державний і військовий діяч Гетьманщини, сотник Конотопської сотні, полковник Корсунського полку, генеральний суддя. Син Федора Кандиби.

## Біографія
Після того як Федір Кандиба став ніжинським полковим обозним, його син Андрій з 1693 очолив Конотопську сотню. У коло наближених гетьмана Івана Мазепи Андрій Кандиба потрапив завдяки шлюбу з донькою чернігівського полковника Якова Лизогуба Домникією. Тому до гетьманського висуванця, як писав на початку 1700-х років Василь Кочубей, «ласка ясневельможного его мил. п. гетмана к нему, Кандьібі, не может быть нарушена».
З іншого листа генерального судді, датованого 7 квітня 1702, довідуємося, що конотопський сотник був, очевидно, задіяний у таємних переговорах з Кримом.
| «Посланного ханского,— писав Василь Кочубей,— который там в городі в. м. найдуется, теперь исправ в. м. так, жебы он прибыл в Батурин в середу наступующую перед обидом. На том єсть воля самого ясневелможного его мл. добродія пана гетмана». |
У 1707 році гетьман надав Андрію Кандибі посаду полковника Корсунського полку, яку у 1669—1675 роках займав його батько.
13 березня 1709 Дмитро Голіцин вітав Кандибу з повторним пожалуванням у полковники від царя і просив-попереджав,
| «что как в бытность свою при мне обещался царскому величеству в верности быть, так и ныне оное содержит» |.
А вже 20 березня того ж року київський воєвода докоряв новопризначеному полковнику:
| «Великого государя нашего его царского величества в указах из Киева посланных к вашей милости писано, велено вам писать к нам и прислать ведомости по все недели, что у вас и в полку нашем чинится и ваша милость о том к нам не пишете, о чем не помалу дивимся». |
Під час подій 1708-1709 років Андрій Кандиба залишився на Правобережжі. Хоча відкрито не підтримав гетьмана Івана Мазепу, однак мав з ним таємні зносини. Через це, за доносом Ждановича, в якому говорилось про зговір з Мазепою, Кандибу в 1710 році було заслано до Москви. Там він пробув до 1715, коли повернувся до Конотопа. З цього приводу імператор видав указ, у якому говорилось:
| «...разрешается жить в своих местностях, но без права занимать какие то бы ни было уряды». |
Після повернення з Москви Андрій Кандиба всю свою енергію і уміння направив на розвиток свого господарства. Він розвивав землеробство, займався винокурінням і скотарством. Його люди торгували не тільки в Україні, а також в Москві, Криму, Астрахані горілкою і тютюном. Відкормлювались також воли для продажу в Пруссії і Сілезії. Багатство Кандиби почало помітно зростати.
Як бунчуковий товариш він брав участь у чотирічному Гилянському поході, що розпочався в 1725. Після повернення з війни у 1729 його призначили генеральним суддею. Але пробув на цьому уряді Андрій Кандиба недовго: він помер у травні 1730 в Москві, куди прибув разом з гетьманом Данилом Апостолом.